# Bergbau- und Sanierungslehrpfad Bad Schlema

Symbol

Der Bergbau- und Sanierungslehrpfad ist ein Bergbaulehrpfad um Bad Schlema im sächsischen Erzgebirgskreis. Das Wegesymbol ist ein weißes Quadrat mit einem diagonal von links oben nach rechts unten verlaufenden grünen Band.

## Verlauf

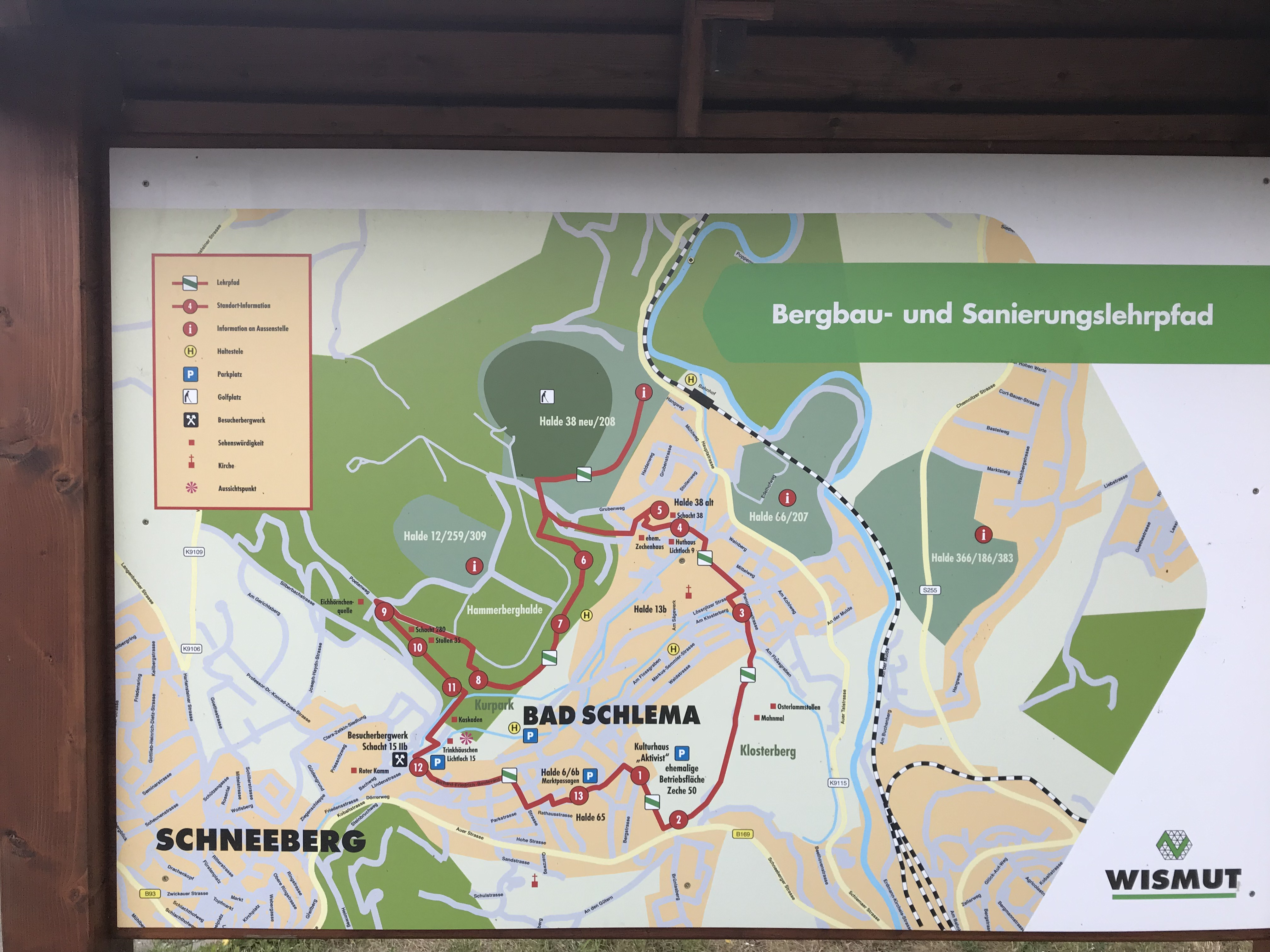
Informationskarte Bergbau- und Sanierungslehrpfad

Der Lehrpfad ist ein 9,1 km langer Rundweg. Am Kulturhaus Aktivist in Bad Schlema befinden sich Parkplätze. Der Verlauf ist auf einer großen Tafel dargestellt. Die Strecke verläuft durch Wälder, über Halden und neuen Kurpark um die Gemeinde.
Große Tafeln erklären Besonderheiten der Renaturierung dieser montangeschichtlichen Lokalitäten.

## Stationen

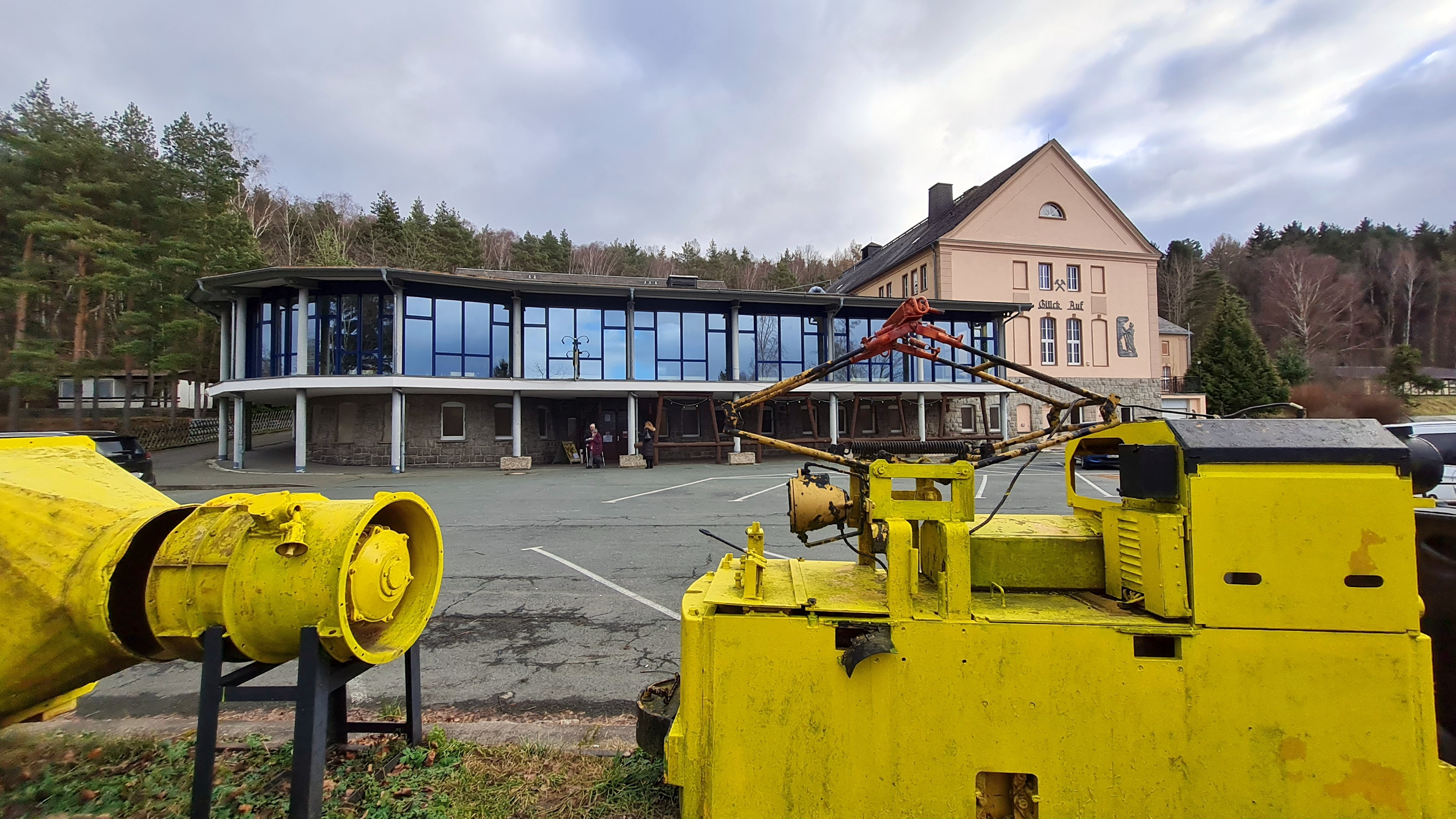
Kulturhaus Aktivist mit Grubenbahn

1. Kulturhaus Aktivist ⊙ Ausgangspunkt ist am Kulturhaus Aktivist. In dem Kulturhaus befindet sich das Uranmuseum mit Ausstellungsstücken der SDAG Wismut. Des Weiteren befindet sich in dem Haus die Gaststätte „Zum Füllort“ mit nachgestellten Szenen unter Tage.
2. Zeche 50 ⊙ Die Station ist über den bewaldeten Kohlberg zu erreichen. Die ehemalige Halde ist aufgeforstet, dadurch ist die Aussicht nur noch bedingt möglich.
3. Halde 250 ⊙ Die Schachtanlage 250 befand sich mitten in einem Wohngebiet. In der Nähe befindet sich der Schneeberger Floßgraben. Bei den Sanierungsarbeiten wurde das Haldenmaterial für das Auffüllen des Deformationsgebietes in Oberschlema verwendet.
4. Lichtloch 9 des Markus-Semmler-Stolln ⊙ Am Lichtloch 9 des Markus-Semmler-Stollns geben die Tafeln Auskunft über das Entstehen, Nutzung durch den Altbergbau und der Wismut und  die Bedeutung des Stollns für die jetzige Bewetterung der Gemeinde.
5. Halde 38alt ⊙ Der Schacht 38 war für die Wismut die bedeutendste Schachtanlage. Wurde am Anfang mit einem Holzförderturm gefördert, wurde 1954 die Anlagen modernisiert und mit einem doppeletagigen stählernen Förderturm ausgestattet. Der Abbau bis auf eine Tiefe von fast 600 Metern wurde 1970 eingestellt.
6. Hammerberghalde, Aussichtspunkt 1 ⊙ Das Lichtloch 13 des Markus-Semmler-Stollns wurde für die Wetterführung durch die Wismut weiter abgeteuft. Das Haldenmaterial stammt von dem Schacht 13b. Nach 1991 wurde die Halde gesichert und ab 2001 Haldenmaterial abgetragen und begrünt.
7. Hammerberghalde, Aussichtspunkt 2 ⊙ Auf der hier stehenden Tafel wird die Bedeutung der Hammerberg-Haldenbahn hingewiesen. Da die Abbauschächte sich mitten im bewohnten Gebiet befanden, wurde erst mit Holzförderbrücken Straßen überspannt. Aus Platzmangel wurde das Entfernen von Abraum mit einer Haldenbahn notwendig. Die Spurweite betrug 900 mm und die Gesamtlänge der Bahn betrug fast 8 Kilometer.
8. Biedenkopfblick ⊙ Die Tafeln dieser Station erläutern die Verfahren der Haldensanierung und zeigen den Übergang vom Deformationsgebiet hin zu einem modernen Kurbad. Für ihren Einsatz für die Umwandlung von Bad Schlema, wurden Ingrid und Kurt Biedenkopf geehrt und der Aussichtspunkt erhielt den Namen „Biedenkopfblick“.
9. Eichhörnchenquelle ⊙ An dieser Station erläutern die Tafeln die Schäden am Silberbach und am Schlemabach und die Sanierung des betroffenen Gebietes.
10. Station 10 Die Tafel an der Station 10 existiert nicht mehr. Da der ausgeschilderte Weg des Lehrpfades über eine viel befahrene Straße führt, sollte man den ausgeschilderten Weg des Lehrpfades nicht folgen. Um zur nächsten Station zu gelangen, sollte man über den Parkplatz am Campingplatz den Lauf des Silberbaches folgen.
11. Sanierung Hammerberghalde ⊙ Hier erfährt man den Umfang der Sanierungsarbeiten an der Hammerberghalde. Unter anderem wurde Haldenmaterial zu Standsicherheit angeschüttet  und mit 550000 Kubikmeter Kulturboden abgedeckt. Auch über die Absicherung des Deformationsgebietes wurden Hohlräume mit Beton verfüllt. Die Bohrungen erreichten eine Tiefe von 50 Metern.
12. Schacht 15IIb/Markus-Semmler-Stolln – Besucherbergwerk ⊙ Durch Deformation war der Schacht 15b nicht mehr zu nutzen. Um weiterhin einen Zugang zum Markus-Semmler-Stolln zu haben, wurde 1984 der Schacht 15IIb abgeteuft. Der Schacht wurde auch nach Einstellung des aktiven Bergbaues zur Sanierung genutzt. Hier befindet sich auch der Zugang zum Besucherbergwerk. Am Parkplatz befindet sich ein Bergmann-Denkmal und ein übergroßer Schwibbogen. Auch sollte man den etwa 100 Meter entfernten Zechenplatz aufsuchen. Hier befindet sich das Geotop „Roter Kamm“ und das Huthaus des Markus-Semmler-Stolln, unteres Revier.
13. Marktpassagen ⊙ Durch den Kurpark erreicht man diese Station als neues Zentrum von Bad Schlema.[1]

## Denkmale am Lehrpfad

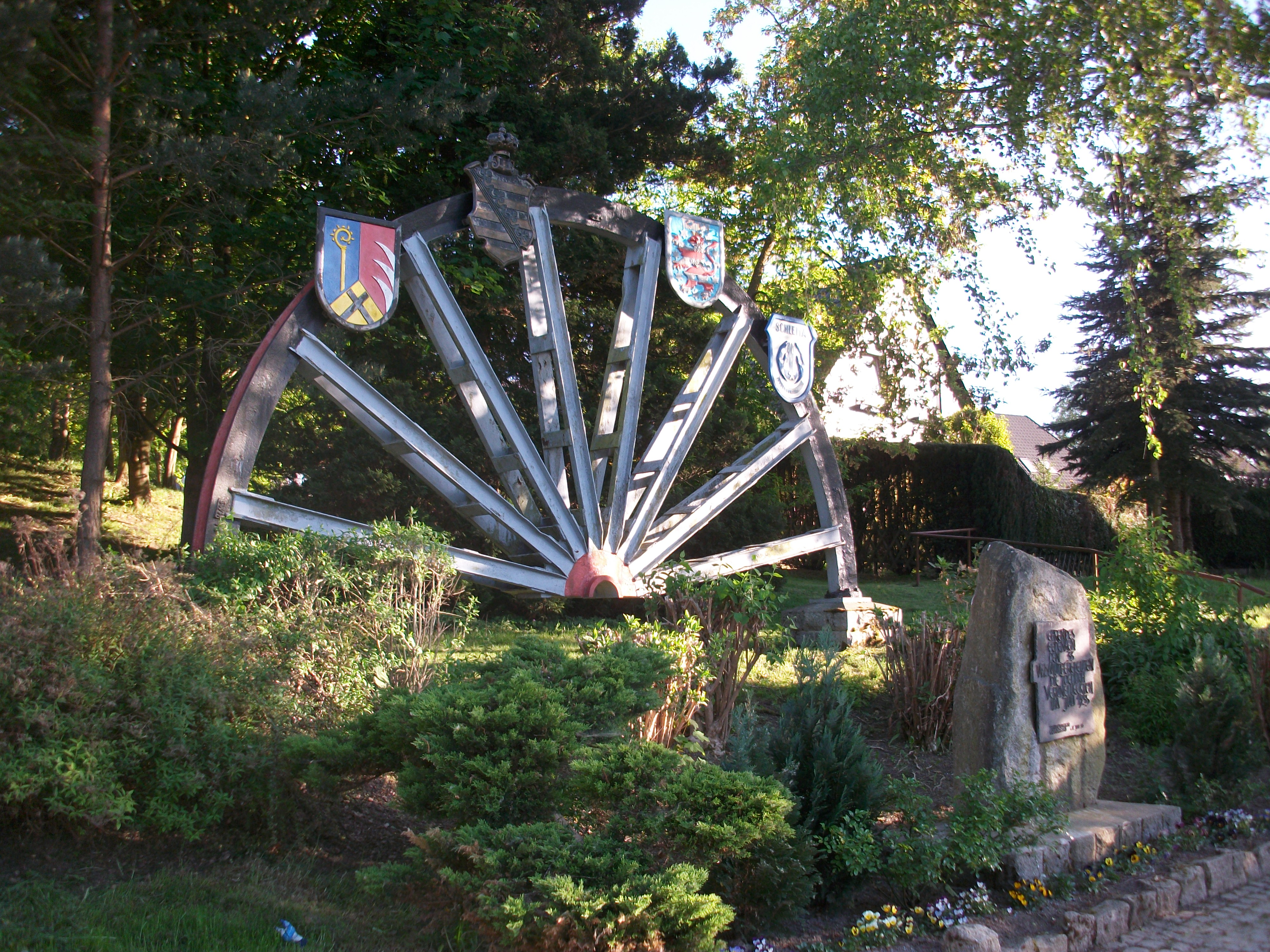
Gedenkstätte des Bergunglücks vom Juli 1955

- Am Kohlweg im Wald steht ein Ehrenmal für ermordete KZ-Häftlinge.
- Auf dem Gelände des ehemaligen Schachtes 250 befindet sich ein Ehrenmal für verunglückte Bergarbeiter. Es erinnert an das schwerste Grubenunglück des Uranbergbaues der DDR mit 33 Toten im Juli 1955.
- Gedenkstein am Biedenkopfblick für Ingrid und Kurt Biedenkopf für ihren Einsatz für Bad Schlema.
- An Richard Franz Friedrich, den geistigen Vater des alten Kurbades, erinnert ein Gedenkstein im Richard-Friedrich-Park.